# Fischingen (Szwajcaria)
Fischingen – miejscowość i gmina (Politische Gemeinde) w północno-wschodniej Szwajcarii, w kantonie Turgowia, w okręgu (Bezirk) Münchwilen. Leży nad rzeką Murg.  

## Demografia
W Fischingen mieszka 2 868 osób. W 2021 roku 9,1% populacji gminy stanowiły osoby urodzone poza Szwajcarią. 